# 伊加加志神社
伊加加志神社（いかがしじんじゃ）は、徳島県吉野川市川島町桑村に鎮座する神社である。式内社である。

## 歴史
創祀年代不詳である。明治まで「日命（ひのみこと）大明神」と称し、明治3年（1870年）に現社名に改称、翌4年5月に郷社に列した。旧社地は吉野川の氾濫により失われたが、後年現在の地に遷座された。

## 祭神
- 伊加賀色許売命
- 伊加賀色許雄命
- 天照大御神

## 神紋
- 矢筈

## 境内社
恵美須神社（事代主命）、金比羅神社（須狭之男命（すさのおのみこと）・金山毘古命）がある。